# Championnat de France de football australien 2016
Navigation
Super Ligue 2015 Super Ligue 2017
La saison 2015-2016 de Super Ligue est la huitième édition du Championnat de France de football australien. Il réunit 8 équipes existantes en France et est organisé par le Comité national de football australien. La compétition débute le 17 octobre 2015 et s'achève le 25 juin 2016. Le championnat sacre les Paris Cockatoos pour la première fois.

## Clubs participants
| \| Bordeaux Lyon Cergy Paris Pia Strasbourg Toulouse \| Localisation des clubs engagés dans le championnat. |
| Bordeaux Lyon Cergy Paris Pia Strasbourg Toulouse                                                           |

Le 8e Championnat de France de football australien réunit 8 clubs répartis en une poule unique.
La légende des couleurs est :
- Qualifié pour la Ligue des champions

| Club                                         | Ville          | Classement 2015-2016 | Entraîneur      | Depuis | Stade                           | Capacité | Création |
| -------------------------------------------- | -------------- | -------------------- | --------------- | ------ | ------------------------------- | -------- | -------- |
| Association Sportive Perpignan Tigers        | Perpignan      | 8                    | Gaël Duc        | 2014   | Stade Daniel-Ambert             | 4 500    | 2008     |
| Association Lyonnaise de Football Australien | Lyon           | 6                    | Thibaut Picard  | 2015   | Parc de Parilly                 | ?        | 2013     |
| Bordeaux Bombers                             | Bordeaux       | 5                    | Loïc Besnard    | 2015   | Stade des Bords de Jalle        | 1 000    | 2007     |
| Coyotes de Cergy-Pontoise                    | Cergy-Pontoise | 4                    | Cyril Talon     | 2011   | Stade de l'ASPTT Cergy-Pontoise | ?        | 2011     |
| Paris Cockerels                              | Paris          | 1                    | Steven Ryan     | 2011   | Stade du Polygone               | ?        | 1998     |
| Paris Cockatoos                              | Paris          | Nouveau              | Andrew Unsworth | 2015   | Stade du Polygone               | ?        | 2015     |
| Strasbourg Kangourous                        | Strasbourg     | 7                    | Julien Tanguy   | 2005   | Stade de Hautepierre            | 800      | 2005     |
| Toulouse Hawks                               | Toulouse       | 3                    | Julien Maylie   | 2010   | Stade Pierre Corbarieu          | ?        | 2008     |

## Rencontres

### 1rejournée
| Le 17 octobre 2015 | Stade ASPTT Cergy-Pontoise, Ennery | Coyotes de Cergy | 17.9.(111) - 13.4.(82) | Paris Cockerel        |  |  |  |  |  |
|                    |                                    |                  |                        |                       |  |  |  |  |  |
| Le 6 février 2016  | Stade des Bords de Jalle, Bordeaux | Bordeaux Bombers | 100- 00                | Strasbourg Kangourous |  |  |  |  |  |
| Le 24 octobre 2015 | Stade Pierre Corbarieu, Toulouse   | Toulouse Hawks   | 100-00                 | ALFA Lions            |  |  |  |  |  |
|                    |                                    |                  |                        |                       |  |  |  |  |  |

### 2ejournée
| Le 31 octobre 2015 | Stade du Polygone, Vincennes     | Paris Cockerels       | 8.14.(62) - 10.11.(71) | Paris Coockatoos |  |  |  |  |  |
|                    |                                  |                       |                        |                  |  |  |  |  |  |
| Le 31 octobre 2015 | Parc de Parilly, Lyon            | ALFA Lions            | 5.12.(42) - 12.24.(96) | Coyotes de Cergy |  |  |  |  |  |
| Le 7 novembre 2015 | Stade de Hautepierre, Strasbourg | Strasbourg Kangourous | 20.26.(146) - 3.5.(23) | Perpignan Tigers |  |  |  |  |  |
|                    |                                  |                       |                        |                  |  |  |  |  |  |

### 3ejournée
| Le 20 février 2016 (match reporté) | Parc de Parilly, Lyon              | ALFA Lions       | 3.3.(21) – 18.23.(131)  | Paris Cockerels       |  |  |  |  |  |
|                                    |                                    |                  |                         |                       |  |  |  |  |  |
| Le 14 novembre 2015                | Stade des Bords de Jalle, Bordeaux | Bordeaux Bombers | 12.13.(85) - 13.14.(92) | Paris Coockatoos      |  |  |  |  |  |
| Le 21 novembre 2015                | Stade Pierre Corbarieu, Toulouse   | Toulouse Hawks   | 35.25.(237)- 1.1.(7)    | Strasbourg Kangourous |  |  |  |  |  |
|                                    |                                    |                  |                         |                       |  |  |  |  |  |

### 4ejournée
| Le 5 décembre 2015  | Stade du Polygone, Vincennes     | Paris Cockerels       | 13.13.(90)-5.10.(40)  | Bordeaux Bombers |  |  |  |  |  |
|                     |                                  |                       |                       |                  |  |  |  |  |  |
| Le 5 décembre 2015  | Stade de Hautepierre, Strasbourg | Strasbourg Kangourous | 5.11.(41)-17.16.(118) | Coyotes de Cergy |  |  |  |  |  |
| Le 12 décembre 2015 | Stade du Polygone, Vincennes     | Paris Coockatoos      | 9.15.(69)-13.13(91)   | Perpignan Tigers |  |  |  |  |  |
|                     |                                  |                       |                       |                  |  |  |  |  |  |

### 5ejournée
| Le 20 février 2016 | Parc des Sports, Perpignan       | Perpignan Tigers | 18.10.(118) – 10.17.(77) | Bordeaux Bombers      |  |  |  |  |  |
|                    |                                  |                  |                          |                       |  |  |  |  |  |
| Le 20 février 2016 | Stade Pierre Corbarieu, Toulouse | Toulouse Hawks   | 14.15.(99) – 11.13.(79)  | Paris Coockatoos      |  |  |  |  |  |
| Le 27 février 2016 | Parc de Parilly, Lyon            | ALFA Lions       | 17.18.(120) – 10.13.(73) | Strasbourg Kangourous |  |  |  |  |  |
|                    |                                  |                  |                          |                       |  |  |  |  |  |

### 6ejournée
| Le 5 mars 2015  | Stade du Polygone, Vincennes       | Paris Coockatoos | 14.22.(106) - 1.4.(10)  | Coyotes de Cergy |  |  |  |  |  |
|                 |                                    |                  |                         |                  |  |  |  |  |  |
| Le 5 mars 2016  | Stade des Bords de Jalle, Bordeaux | Bordeaux Bombers | 10.7.(67) - 18.18.(126) | Toulouse Hawks   |  |  |  |  |  |
| Le 12 mars 2016 | Stade du Polygone, Vincennes       | Paris Cockerels  | 30.18.(198) - 1.5.(11)  | Perpignan Tigers |  |  |  |  |  |
|                 |                                    |                  |                         |                  |  |  |  |  |  |

### 7ejournée
| Le 9 avril 2016  | Stade ASPTT Cergy-Pontoise, Ennery | Coyotes de Cergy      | 16.9.(105) -9.8.(62)    | Bordeaux Bombers |  |  |  |  |  |
|                  |                                    |                       |                         |                  |  |  |  |  |  |
| Le 9 avril 2016  | Parc de Parilly, Lyon              | ALFA Lions            | 7.5.(47) - 22.26.(158)  | Paris Coockatoos |  |  |  |  |  |
| Le 16 avril 2016 | Stade de Hautepierre, Strasbourg   | Strasbourg Kangourous | 3.12.(30) – 23.16.(154) | Paris Cockerels  |  |  |  |  |  |
|                  |                                    |                       |                         |                  |  |  |  |  |  |
| Le 16 avril 2016 | Stade Pierre Corbarieu, Toulouse   | Toulouse Hawks        | 24.32.(176) – 2.1.(13)  | Perpignan Tigers |  |  |  |  |  |
|                  |                                    |                       |                         |                  |  |  |  |  |  |

### 8ejournée
| Le 30 avril 2016 | Parc des Sports, Perpignan         | Perpignan Tigers | 3.10.(28) - 16.13.(109) | Coyotes de Cergy |  |
|                  |                                    |                  |                         |                  |  |
| Le 7 mai 2016    | Stade du Polygone, Vincennes       | Paris Cockerels  | 14.23.(107) - 3.5.(23)  | Toulouse Hawks   |  |
|                  |                                    |                  |                         |                  |  |
| Le 7 mai 2016    | Stade des Bords de Jalle, Bordeaux | Bordeaux Bombers | 100 - 00                | ALFA Lions       |  |
|                  |                                    |                  |                         |                  |  |

### 9ejournée
| Le 21 mai 2015 | Stade ASPTT Cergy-Pontoise, Ennery | Coyotes de Cergy | 100 - 00    | Toulouse Hawks        |  |  |  |  |  |
|                |                                    |                  |             |                       |  |  |  |  |  |
| Le 21 mai 2016 | Parc des Sports, Perpignan         | Perpignan Tigers | (66) - (40) | ALFA Lions            |  |  |  |  |  |
| Le 28 mai 2016 | Stade du Polygone, Vincennes       | Paris Coockatoos | 147-29      | Strasbourg Kangourous |  |  |  |  |  |
|                |                                    |                  |             |                       |  |  |  |  |  |

## Classement de la phase régulière
| Pl. | Équipe                    | J | V | N | D | PM  | PC  | Pts | Diff  |
| --- | ------------------------- | - | - | - | - | --- | --- | --- | ----- |
| 1   | Coyotes de Cergy-Pontoise | 7 | 6 | 0 | 1 | 649 | 361 | 25  | + 288 |
| 2   | Paris Cockerels T         | 7 | 5 | 0 | 2 | 824 | 277 | 22  | + 547 |
| 3   | Paris Cockatoos           | 7 | 5 | 0 | 2 | 722 | 423 | 22  | + 299 |
| 4   | Toulouse Hawks            | 7 | 5 | 0 | 2 | 758 | 373 | 21  | + 385 |
| 5   | Perpignan Tigers          | 7 | 3 | 0 | 4 | 350 | 815 | 16  | - 465 |
| 6   | Bordeaux Bombers          | 7 | 2 | 0 | 5 | 531 | 531 | 13  | 0     |
| 7   | Strasbourg Kangourous     | 7 | 1 | 0 | 6 | 326 | 899 | 9   | - 573 |
| 8   | Lions de Lyon             | 7 | 1 | 0 | 6 | 270 | 724 | 8   | - 454 |

Abréviations
T : Tenant du titre

CF : Vainqueur de la Coupe de France

## Résultats détaillés

### Évolution du classement
| Club           | 1 | 2 | 3 | 4 | 5 | 6 | 7 | 8 | 9 |
| -------------- | - | - | - | - | - | - | - | - | - |
| Bordeaux       | 7 | 8 | 6 | 7 | 6 | 6 | 6 | 6 | 6 |
| Cergy-Pontoise | 1 | 1 | 1 | 1 | 1 | 4 | 4 | 4 | 1 |
| Lyon           | 5 | 8 | 7 | 8 | 8 | 8 | 8 | 8 | 8 |
| Paris 1        | 4 | 5 | 5 | 3 | 2 | 2 | 2 | 1 | 2 |
| Paris 2        | 7 | 4 | 2 | 2 | 3 | 3 | 3 | 3 | 3 |
| Perpignan      | 3 | 7 | 8 | 5 | 4 | 5 | 5 | 5 | 5 |
| Strasbourg     | 8 | 3 | 3 | 4 | 7 | 7 | 7 | 7 | 7 |
| Toulouse       | 2 | 2 | 4 | 6 | 5 | 1 | 1 | 2 | 4 |

## Phases finales

### Demi-finale
| Le 11 juin 2016 | Stade ASPTT Cergy-Pontoise, Ennery | Coyotes de Cergy-Pontoise | (96) - 92  | Toulouse Hawks  |
|                 |                                    |                           |            |                 |
| Le 11 juin 2016 | Stade du Polygone, Vincennes       | Paris Cockerels           | (86)-(113) | Paris Cockatoos |
|                 |                                    |                           |            |                 |

### Finale
|              |                  |        |                       |                                    |  |
|              | Grand Final      |        |                       |                                    |  |
| 25 juin 2016 | Cergy 12.18 (90) | v. par | Cockatoos 17.13 (110) | Stade des Bords de Jalle, Bordeaux |  |
|              |                  |        |                       |                                    |  |